# Night Nurse
Night Nurse ist ein US-amerikanischer Spielfilm aus dem Jahr 1931 von William A. Wellman mit Barbara Stanwyck in der Hauptrolle. Der Film ist ein klassisches Beispiel für sogenannten pre-code films, die vor Inkrafttreten des Production Code in den Verleih kamen.

## Handlung
Lora Hart ist eine junge Schwesternschülerin, die ihre Ausbildung in einem Krankenhaus absolviert, das unter dem strengen Regiment der hartherzigen Oberschwester Miss Dilon steht. Deren Motto lautet Rules are to be followed und Lora und ihre beste Freundin Betty haben während ihrer Nachtschichten sehr viel zu tun. Eines Nachts lernt Lora den Alkoholschmuggler Mortie kennen, der angeschossen in die Notaufnahme kommt und von ihr sehr angetan ist. Nach ihrem Examen kommt Lora in eine Stellung in einer angesehenen Familie, wo sie die Betreuung zweier ihr von einem Krankenhausaufenthalt bereits bekannten kleinen Kinder einer alkoholsüchtigen Frau übernehmen soll. Lora merkt bald, dass die Frau die beiden Mädchen vernachlässigt und diese stark unterernährt sind. Die Frau lebt in sexueller Abhängigkeit von Nick, dem Chauffeur. Nick plant, die beiden Kinder verhungern zu lassen, um die Frau dann zu heiraten und an das reiche Erbe der Kinder zu gelangen. Lora gelingt es in letzter Minute, die Mädchen gemeinsam mit ihrem Bekannten und Dr. Bell, dem Leiter des Krankenhauses, in dem sie ausgebildet worden ist, vor dem Verhungern zu retten und Nick das Handwerk zu legen.

## Hintergrund
Night Nurse ist ein typisches Beispiel für die Filme, die Warner Brothers während der Weltwirtschaftskrise herausbrachten. Unter der Ägide von Darryl F. Zanuck, der 1929 zum Produktionschef des Studios aufgestiegen war, entstand ein ganzer Zyklus von Filmen, die die Unzufriedenheit, Angst und Verzweiflung vieler Amerikaner während der Depression zum Ausdruck brachten. Die Streifen waren mit geringem Budget und innerhalb weniger Drehtage produziert und orientierten sich oft an aktuellen Skandalen oder Missständen innerhalb der Gesellschaft. Das Erzähltempo war rasant, voll zeitraffender Montagen bzw. Überblendungen, und die Handlungen spielten meist in einem urbanen Umfeld. Die unsentimentalen Geschichten handelten von Arbeitern, Taxifahrern, Verkäuferinnen, Journalisten und Gangstern, die ihren täglichen Kampf ums Überleben ausfechten müssen. Gleichzeitig ging das Studio in der Schilderung von Sex und Gewalt bis an die Grenzen dessen, was der Zensor zuließ. Night Nurse ist in der Hinsicht ein gutes Beispiel dafür, wie lax die Studios mit den Vorgaben der Zensurbehörden umgingen.
Der Code verbot Nacktheit sowie anzügliche Kleidung. In der ersten Hälfte des Streifens, der die Ausbildung und die harten Arbeitsbedingungen der Schwestern schilderte, schafft es der Regisseur William A. Wellman, die beiden Schauspielerinnen Barbara Stanwyck und Joan Blondell ständig in Unterwäsche zu zeigen. Die beiden ziehen sich ständig an und um und halten ihre Dialoge dabei in transparenter Seidenunterwäsche. Wovon die Mädchen die teuren Miederwaren bezahlen, bleibt allerdings im Dunkeln. Während einer dieser Szenen kommt ein Assistenzarzt vorbei, bewundert die beiden Frauen und ruft:
You can't show me a thing; I just came from the maternity ward.
Alkoholgenuss durfte nicht glorifiziert und die Mutterschaft nicht herabgesetzt werden. Später, als Stanwyck die Pflege der beiden Mädchen übernimmt, antwortet deren zynische Mutter auf Stanwyck's Vorhaltungen, wonach zu viel Alkohol ungesund sei:
I'm a dipsomaniac — and I like it!
Gemäß den Vorgaben der Zensurbehörden durften Gangster nicht als positive Menschen dargestellt werden.
Der Alkoholschmuggler, den Stanwyck zu Beginn kennenlernt und der ihr später hilft, wird als sympathischer, hilfsbereiter, junger Mann geschildert, der für Stanwyck sogar in einem Lebensmittelgeschäft Milch für ihre Schutzbefohlenen stiehlt. Gewalt gegenüber Frauen war verboten. In einer Szene, in der Lora Nick Vorhaltungen macht und die Polizei rufen will, schlägt Nick die junge Frau auf brutale Art bewusstlos. Gleichzeitig gibt es einige Szenen mit äußerst morbidem Humor. So legt ein Assistenzarzt den Mädchen, die sich schlafen legen wollen und nichts weiter als ihre Unterwäsche tragen, ein Skelett ins Bett.